# Eugène Mussolini
Eugène Mussolini (ur. 24 grudnia 1977) – rwandyjski samorządowiec, aktywista i poseł do Izby Deputowanych od 2018 roku. Zajmuje miejsce w parlamencie przysługujące osobie z niepełnosprawnością.

## Życiorys
Mussolini ukończył Master of Business Administration na Kigali Independent University.
W latach 2012–2015 pełnił funkcję dyrektora finansowego, a w latach 2016–2017 sekretarza korporacyjnego w przedsiębiorstwie New Artel Sarl. Od maja 2017 roku do sierpnia 2018 roku był menedżerem ds. ubezpieczeń i odzyskiwania przychodów w BSC.
W 2014 roku Mussolini skrytykował rolę Francji w ludobójstwie w Rwandzie. Francuscy urzędnicy stojący na stanowisku, że wina za niezapobiegnięcie ludobójstwu spoczywa na całej społeczności międzynarodowej oskarżyli rządzącego od 2000 roku prezydenta Paula Kagame o podnoszenie tej kwestii w celu odwrócenia uwagi od naruszeń w zakresie praw człowieka. Mussolini (który przeżył ludobójstwo) powiedział wówczas, że Francja „należała do krajów, które wspierały milicję (Interahamwe) i poprzedni rząd (oraz) miała całą władzę i możliwości, aby powstrzymać milicję, a nic nie zrobiła”.
Przez kilka lat Mussolini pracował w Association of Landmine Survivors and Amputees of Rwanda (ALSAR), stowarzyszeniu zrzeszającym osoby poszkodowane w wyniku eksplozji min lądowych i osoby po amputacjach. Był orędownikiem przystąpienia Rwandy do konwencji o zakazie użycia amunicji kasetowej. Podczas debaty Rady Bezpieczeństwa ONZ w październiku 2014 roku na temat wojny w Donbasie Rwanda wyraziła swoje zaniepokojenie „użyciem ciężkiej broni i masowym ostrzałem gęsto zaludnionych obszarów, w tym doniesieniom o użyciu amunicji kasetowej”. Działalność ALSAR doprowadziła 25 sierpnia 2015 roku do ratyfikacji przez Rwandę wspomnianej konwencji, która weszła w życie 1 lutego 2016 roku.
W wyborach parlamentarnych w 2018 roku Mussolini uzyskał mandat poselski do Izby Deputowanych, niższej izby rwandyjskiego parlamentu. Objął wówczas miejsce przypadające kandydatowi mianowanemu przez Federację Stowarzyszeń Osób Niepełnosprawnych i z wynikiem 75,5% uzyskał 482 głosy. O reelekcję zabiegał Rusiha Gaston, który uzyskał 93 głosy, co przełożyło się na 14,5% wszystkich oddanych głosów. Mussolini do czasu wyboru był członkiem rady dystryktu Gasabo wchodzącego w skład stołecznej prowincji Kigali oraz pracował w Krajowej Radzie Osób Niepełnosprawnych.
W 2022 roku był jednym z pięciu parlamentarzystów, którzy zgłosili pod obrady projekt ustawy zapewniającej Rwandyjczykom dostęp do usług antykoncepcyjnych od piętnastego roku życia. Ostatecznie zaproponowany projekt został odrzucony przez parlament.
W styczniu 2023 roku Mussolini określił Demokratyczne Siły Wyzwolenia Rwandy (FDLR) jako „terrorystyczną grupę ludobójców szerzących swoją ideologię ludobójstwa w Demokratycznej Republice Konga”.